# Szolnocska
Szolnocska (szlovákul: Soľnička) község Szlovákiában, a Kassai kerület Tőketerebesi járásában.

## Fekvése
Királyhelmectől 7 km-re északra, a Latorca bal oldalán fekszik.

## Története
Az 1332 és 1337 között felvett pápai tizedjegyzékben „Sonuk” alakban említik először (Dyonisius sacerdos Omnium Sanctorum de Sonuk). 1358-ban „Zolnuk” néven nemesi birtok, 1369-ben „Zonuk” a falu neve. 1557-ben 2 portája volt. 1715-ben 10 házából 5 volt lakott. 1786-ban „Solnocschka” alakban említik. 1787-ben 38 házában 235 lakos élt.
A 18. század végén Vályi András így ír róla: „Magyar falu Zemplén Várm. földes Urai Horvát, és Ormós Uraságok, lakosai katolikusok, és reformátusok, fekszik Zétényhez nem meszsze, Bolly, ’s Polyánynak is szomszédságában; határja 2 nyomásbéli, rész szerént homokos, rész szerént pedig agyagos, mindent megterem, réttye jó apró szénát bőven terem, szép tőlgyes erdeje hasznos.”
1828-ban 51 háza volt 384 lakossal, akik főként mezőgazdasággal foglalkoztak. Fényes Elek 1851-ben kiadott geográfiai szótárában így ír a faluról: „Szolnocska, magyar f., Zemplén vmegyében, Leleszhez 1 órányira, a Bodrogközben, 221 r., 64 g. kath., 157 ref., 11 zsidó lak. Szántófölde 196 hold. F. u. többen. Ut. p. Ujhely.” 1890 és 1910 között sok lakója kivándorolt a tengerentúlra.
Borovszky Samu monográfiasorozatának Zemplén vármegyét tárgyaló része szerint: „Szolnocska, Ung vármegye határán, a Latorcza mentén fekszik. Van 79 háza s 402, róm. kath. vallású, magyar lakosa. Postája Boly, távírója és vasúti állomása Perbenyik. Már 1358-ban Zulnok néven a Szerdahelyiek birtokaként szerepel. 1400-ban Zolnok alakban találjuk említve és Kis-Zolnok nevű fele része ez időben Ung vármegyéhez tartozott. Ekkortájt a Pálócziak is birtokosai voltak. E két család birtokolta hosszú időn át. 1598-ban már Barkóczy Lászlót, Vinnay Kristófot és Soós Kristófot uralja. 1664-ben Kantha Jánost, 1690-ben Klobusitzky Ferenczet és Soós Krisztinát iktatják „Zolnokcsa” részeibe. Későbbi urai a Szirmay, Szent-Andrássy, Horváth, Ormos, Kantha és Szobonya családok voltak. Most nincs nagyobb birtokosa. 1663-ban, a mikor Szolnik néven találjuk feljegyezve, a pestis pusztította lakosait. A faluban nincs templom.”
1920-ig Zemplén vármegye Bodrogközi járásához tartozott. 1938 és 1944 között újra Magyarország része volt.

## Népessége
| Év:            | 1994. | 2004.   | 2014.   | 2024.   |
| -------------- | ----- | ------- | ------- | ------- |
| Emberek száma: | 242   | 246     | 237     | 247     |
| Eltérés:       |       | +1,65 % | -3,65 % | +4,21 % |

| Év:            | 2023. | 2024.   |
| -------------- | ----- | ------- |
| Emberek száma: | 242   | 247     |
| Eltérés:       |       | +2,06 % |

1910-ben 352-en, túlnyomórészt magyarok lakták.
2001-ben 258 lakosából 226 magyar és 30 szlovák.
2011-ben 225 lakosából 188 magyar és 24 szlovák.
2021-ben 225 lakosából 178 magyar (79,11%), 41 szlovák, 6 ismeretlen nemzetiségű.